# Кастањоле Пјемонте
Кастањоле Пјемонте (итал. Castagnole Piemonte) је насеље у Италији у округу Торино, региону Пијемонт.
Према процени из 2011. у насељу је живело 1847 становника. Насеље се налази на надморској висини од 246 м.

## Становништво
| 1936. | 1951. | 1961. | 1971. | 1981. | 1991. | 2001. | 2011. |
| ----- | ----- | ----- | ----- | ----- | ----- | ----- | ----- |
| 1.719 | 1.637 | 1.485 | 1.475 | 1.512 | 1.634 | 1.875 | 2.193 |